# Yan Zi
Yan Zi (Kinesiska: 晏紫; pinyin:Yàn Zī), född 12 november 1984, är en kinesisk före detta professionell tennisspelare.

## Karriär
Yan Zi började spela vid ITF-touren i Kina år 2000, året efter vann hon sin första dubbeltitel på samma tour. I september 2002 kvalificerade sig Yan för första gången till en tävling på WTA-touren. Hon förlorade i första omgången, men då hon vunnit flera ITF kvartsfinaler under året avslutade Yan året bland de 300 högst rankade i världen.
I februari 2003 blev Yan Zi proffs och spelade i flera WTA-turneringar. Hon tog sig till kvartsfinal i Japanska öppna men förlorade där mot Zheng Jie.
2005 vann Yan Zi sin enda singeltitel på WTA-touren vid en tävling i Guangzhou, motståndare var Nuria Llagostera Vives. Under 2006 nådde hon sina högsta rankingsiffror någonsin då hon i maj var rankad som nummer 40 på singelrankingen och nummer 4 på dubbelrankingen. Yan vann sex dubbeltitlar tillsammans med Zheng Jie i WTA-turneringar, inklusive Kinas första Grand Slam-titlar vid Australian Open och Wimbledon.
2008 tog Yan Zi brons i OS i Peking också där tillsammans med Zheng Jie. 2010 slutade hon att spela singelmatcher, och sedan 2013 har Yan inte spelat några proffsmatcher.